# Síndrome
Síndrome (do grego συνδρομή «concurso, afluência», composto de σύν «com, junto» e tema de δρόμος «corrida», ou seja, "ocorrer conjuntamente") é um conjunto de sinais e sintomas que define as manifestações clínicas de uma ou várias doenças ou condições clínicas, independentemente da etiologia que as diferencia. 
Por exemplo, a Síndrome de Raynaud pode ser uma manifestação de várias patologias ou mesmo considerado idiopático quando o estudo do paciente não encontra uma causa plausível. Também a Síndrome meníngea (associação de cefaleias, vómitos, rigidez da nuca e fotofobia) pode ser o reflexo de patologias muito diferentes como hemorragia cerebral, meningite purulenta, tuberculose meníngea ou uma simples meningite vírica. Se os sinais são exclusivamente laboratoriais e não clínicos chama-se de síndrome laboratorial (termo semiológico) para realçar o fato de que não há sinais ou sintomas clínicos que evidenciem doença. A síndrome laboratorial está presente, por exemplo, em indivíduos portadores de vírus⁣, mas que não têm manifestações de doença. Várias patologias podem também apresentar anomalias laboratoriais comuns com sinais e sintomas clínicos diferentes.
As síndromes são usualmente denominadas pelo nome do médico ou cientista que primeiro os descreveu (por exemplo, a síndrome de Down ou a síndrome de Susac). Outras vezes (mais raramente) recebe o nome do paciente no qual foi diagnosticado pela primeira vez, ou ainda em referência à poesia, geografia ou história, como a síndrome de Estocolmo, em referência ao assalto ao Kreditbanken em Norrmalmstorg, Estocolmo de 23 a 28 de agosto de 1973.
Também se chama de síndrome certas situações em que a doença ainda não está bem declarada com todos os seus sinais e sintomas ou em que os sintomas são frustres como por exemplo a Síndrome gripal ou mesmo a gravidez.
Com a evolução do nosso conhecimento algumas sintomatologias antes consideradas como reflexo de uma doença bem individualizada, provaram hoje corresponder a um conjunto de patologias diferenciadas e passaram a ser chamadas de síndrome: é o caso da síndrome de Parkinson ou parkinsonismo cuja patologia mais frequente, antes considerada a única, é a doença de Parkinson.
Algumas patologias são ainda chamadas de síndrome por razões históricas, pois o conjunto de sinais e sintomas foi descrito antes de se conhecer a etiologia e a fisiopatologia: é o caso da Síndrome da imunodeficiência adquirida (SIDA), a síndrome metabólica ou a síndrome da disgenesia testicular.
Se com o tempo algumas doenças se tornaram síndromes, o inverso também ocorreu e algumas síndromes são hoje consideradas doenças: é o caso da síndrome da polimialgia idiopática difusa hoje chamado de Fibromialgia.
Entre as síndromes congênitas mais conhecidas estão a síndrome de Down (que corresponde a uma só doença), as síndromes bioquímicas ou metabólicas por erros inatos do metabolismo, e as síndromes displásicas ou displasias que constituem um conjunto de malformações, por exemplo, mesoendodérmicas, como as angiodisplasias.
Há ainda outras que são causadas pelas novas tecnologias, nomeadamente as derivadas das eólicas, tais com a síndrome da turbina

## Síndromes
- Síndrome de Aagenaes
- Síndrome de Aarskog
- Síndrome de Abderhalden-Kaufmann-Lignac
- Síndrome de Abruzzo-Erickson
- Síndrome de abstinência
- Síndrome de abstinência alcoólica
- Síndrome de Adams-Stokes
- Síndrome de Addison
- Síndrome de Adie
- Síndrome de Aase
- Síndrome aerotóxica
- Síndrome do ajudante
- Síndrome de Aicardi
- Síndrome de Aicardi-Goutières
- Síndrome de Alagille
- Síndrome alcoólica fetal
- Síndrome do alcoolismo fetal
- Síndrome de Alice no País das Maravilhas
- Síndrome de alienação parental
- Síndrome de Alport
- Síndrome de Alstrom
- Síndrome anêmica
- Síndrome de Angelman
- Síndrome da ansiedade
- Síndrome da ansiedade esquiva
- Síndrome anticolinérgica
- Síndrome do anticorpo antifosfolipídeo
- Síndrome de Anton-Babinski
- Síndrome amnésica
- Síndrome de Amok
- Síndrome amotivacional
- Síndrome da apneia do sono
- Síndrome do arco aórtico
- Síndrome do ardor bucal
- Síndrome de Arnold-Chiari
- Síndrome de Asherman
- Síndrome de Asperger
- Síndrome de aspiração de mecônio
- Síndrome de Apert
- Síndrome do atraso das fases do sono

- Síndrome Baggio-Yoshinari
- Síndrome do balão
- Síndrome de Bardet-Biedl
- Síndrome de Barlow
- Síndrome de Barrett
- Síndrome de Bartleby
- Síndrome de Bartter
- Síndrome de Bassen-Kornzweig
- Síndrome de Behçet
- Síndrome de Benjamin
- Síndrome de Berardinelli
- Síndrome de Bloom
- Síndrome de Boerhaave
- Síndrome de Bradbury Egglestoñ
- Síndrome de Briquet
- Síndrome de Brown-Séquard
- Síndrome de Brugada
- Síndrome de Budd-Chiari
- Síndrome de burnout

- Síndrome do cabeceio
- Síndrome do cabelo impenteável
- Síndrome de cancro hereditário da mama e ovário
- Síndrome de Caplan
- Síndrome de Capgras
- Síndrome carcinoide
- Síndrome de Caroli
- Síndrome do Cavaleiro Branco
- Síndrome da cauda equina
- Síndrome da cefaleia hípnica
- Síndrome De la Chapelle
- Síndrome CHARGE
- Síndrome de Charles Bonnet
- Síndrome de Chediak-Higashi
- Síndrome da China
- Síndrome do choque tóxico
- Síndrome de Churg-Strauss
- Síndrome da classe turística
- Síndrome de Cockayne
- Síndrome de colisão do ombro
- Síndrome do cólon irritável
- Síndrome da colza (óleo tóxico)
- Síndrome compartimental
- Síndrome compartimental abdominal
- Síndrome complexa de dor regional
- Síndrome do cone medular
- Síndrome de Conn
- Síndrome consumptiva
- Síndrome do coração partido
- Síndrome de Cornelia de Lange
- Síndrome coronária aguda
- Síndrome de Cotard
- Síndrome de couvade
- Síndrome CREST
- Síndrome cri-du-chat
- Síndrome de Crigler-Najjar
- Síndrome do cromossoma 20 em anel
- Síndrome de Cross
- Síndrome de Crouzon
- Síndrome de Cruveilhier-Baumgarten
- Síndrome de Cushing

- Síndrome de Dandy-Walker
- Síndrome de deficiência congênita de iodo
- Síndrome de deleção do 1p36
- Síndrome da deleção 22q11.2
- Síndrome de dependência
- Síndrome do desconforto respiratório agudo
- Síndrome do desejo sexual hipoativo
- Síndrome do desfiladeiro torácico
- Síndrome de Devic
- Síndrome de DiGeorge
- Síndrome da dilatação vólvulo-gástrica
- Síndrome da disfunção de múltiplos órgãos
- Síndrome da distorção da imagem
- Síndrome de Doege-Potter
- Síndrome dolorosa miofascial
- Síndrome de dom-juan
- Síndrome de Dorian Gray
- Síndrome de Down
- Síndrome DRESS
- Síndrome de Dressler
- Síndrome de Duane
- Síndrome de Dubin-Johnson
- Síndrome de dumping

- Síndrome de Eagle
- Síndrome de Edwards
- Síndrome de Ehlers-Danlos
- Síndrome de Ekbom
- Síndrome de Eisenmenger
- Síndrome de Ellis-Van Creveld
- Síndrome do encarceramento
- Síndrome de emergência de Cannon
- Síndrome de Erdheim-Chester
- Síndrome de Escobar
- Síndrome do espelho
- Síndrome de Estocolmo
- Síndrome de estresse porcino
- Síndrome do estudante
- Síndrome de extravasamento capilar sistêmico

- Síndrome da fadiga crônica
- Síndrome do falso amor
- Síndrome de Fanconi
- Síndrome de fasciculação benigna
- Síndrome de Felty
- Síndrome de fermentação da bexiga
- Síndrome de Fields
- Síndrome fibromiálgica
- Síndrome de Flammer
- Síndrome de FOMO
- Síndrome de Foster Kennedy
- Síndrome de Fournier
- Síndrome de Fregoli
- Síndrome do fundador

- Síndrome de Ganser
- Síndrome de Genovese
- Síndrome de Gerstmann
- Síndrome de Gerstmann-Sträussler-Scheinker
- Síndrome de Geschwind
- Síndrome de Gilbert
- Síndrome de Gitelman
- Síndrome de Gleich
- Síndrome GMS
- Síndrome de Goldenhar
- Síndrome de Goldfield
- Síndrome de Goodpasture
- Síndrome de Gradenigo
- Síndrome gripal
- Síndrome da Guerra do Golfo
- Síndrome de Guillain-Barré

- Síndrome de Haber
- Síndrome de Hamman-Rich
- Síndrome de Havana
- Síndrome de HELLP
- Síndrome hemofagocítica
- Síndrome hemolítico-urêmica
- Síndrome hepatorrenal
- Síndrome de Hermansky-Pudlak
- Síndrome de Heróstrato
- Síndrome de hiperêmese por canabinoide
- Síndrome hipereosinofílica
- Síndrome de hiperestimulação ovariana
- Síndrome da hipoplasia do coração esquerdo
- Síndrome da hipoplasia do miocárdio esquerdo em recém-nascidos
- Síndrome de Horner
- Síndrome de húbris
- Síndrome de Hunter
- Síndrome de Hurler

- Síndrome de Kallmann
- Síndrome de Kanavam
- Síndrome de Karsch-Neugebauer
- Síndrome de Kartagener
- Síndrome de Kawasaki
- Síndrome de Kelley-Seegmiller
- Síndrome de Kessler
- Síndrome de King-Denborough
- Síndrome de Kinsbourne
- Síndrome de Kimmelstiel-Wilson
- Síndrome de Kleine-Levin
- Síndrome de Klinefelter
- Síndrome de Klippel-Feil
- Síndrome de Klippel-Trenaunay
- Síndrome de Klüver-Bucy
- Síndrome de König
- Síndrome de Kotov
- Síndrome de Hutchinson-Gilford

- Síndrome inflamatória multissistémica pediátrica
- Síndrome inflamatória de reconstituição imune
- Síndrome de insensibilidade a andrógenos
- Síndrome insular
- Síndrome do intestino curto
- Síndrome do imobilismo
- Síndrome do impostor
- Síndrome da imunodeficiência adquirida
- Síndrome de Irukandji

- Síndrome de Jerusalém
- Síndrome de Jervell e Lange-Nielsen
- Síndrome do jaleco branco

- Síndrome de Lady Windermere
- Síndrome das lágrimas de crocodilo
- Síndrome de Landau-Kleffner
- Síndrome látex-frutas
- Síndrome de Lázaro
- Síndrome de Leigh
- Síndrome do leite e alcalinos
- Síndrome de Legg-Calvé-Perthes
- Síndrome de Lennox-Gastaut
- Síndrome de Lemierre
- Síndrome de Leriche
- Síndrome de Lesch-Nyhan
- Síndrome de Li-Fraumeni
- Síndrome de Liddle
- Síndrome linfoproliferativa
- Síndrome da lise tumoral
- Síndrome de Löfgren
- Síndrome de Louis–Bar
- Síndrome de Lowe
- Síndrome de Lown-Ganong-Levine
- Síndrome de Lyell
- Síndrome de Lynch

- Síndrome nefrítica
- Síndrome nefrótica
- Síndrome neuroléptica maligna
- Síndrome do nevo displásico
- Síndrome do nevo epidérmico
- Síndrome do ninho vazio
- Síndrome nimby
- Síndrome do nó sinusal
- Síndrome de Noé
- Síndrome de Noonan

- Síndrome de Maffucci
- Síndrome MAGIC
- Síndrome de Mallory-Weiss
- Síndrome de Marfan
- Síndrome da mão-pé-boca
- Síndrome de Mayer-Rokitansky-Kuster-Hauser
- Síndrome de McCune-Albright̃
- Síndrome de McKusick-Kaufman
- Síndrome de Mears-Irlen
- Síndrome de Meckel-Gruber
- Síndrome medular central
- Síndrome de Melkersson-Rosenthal
- Síndrome MEN1
- Síndrome de Mendelson
- Síndrome de Menkes
- Síndrome de Ménière
- Síndrome MERRF
- Síndrome metabólica
- Síndrome miastênica de Lambert-Eaton
- Síndrome mielodisplásica
- Síndrome mieloproliferativa crônica
- Síndrome de Miescher
- Síndrome de Miller-Dieker
- Síndrome de Mirizzi
- Síndrome de Moebius
- Síndrome de Morquio
- Síndrome da morte do capim-marandu
- Síndrome de morte súbita infantil
- Síndrome da Mulher Branca Desaparecida
- Síndrome da mulher de Potifar
- Síndrome de Münchhausen
- Síndrome de Münchhausen por procuração
- Síndrome da mucopolissacaridose VI
- Síndrome do mundo cruel

- Síndrome do olho de gato
- Síndrome do olho seco
- Síndrome de Ollier
- Síndrome de Ondine
- Síndrome de opsoclonus-mioclonus
- Síndrome de Osgood-Schlatter
- Síndrome de Oslo
- Síndrome do ovário policístico

- Síndrome paraneoplásica
- Síndrome do Pânico
- Síndrome de Papillon-Lefevre
- Síndrome paraneoplásica
- Síndrome de Parinaud
- Síndrome de Paris
- Síndrome de Parkes Weber
- Síndrome de Parry–Romberg
- Síndrome de Pashayan
- Síndrome de Patau
- Síndrome da pele escaldada estafilocócica do recém-nascido
- Síndrome de Perlman
- Síndrome das pernas inquietas
- Síndrome do pequeno poder
- Síndrome de Peter Pan
- Síndrome de Pfeiffer
- Síndrome de Phelan-McDermid
- Síndrome Pibloktoq
- Síndrome de Pierre Marie-Bamberger
- Síndrome de Pilotto
- Síndrome de Poland
- Síndrome de Poliana
- Síndrome poliglandular autoimune
- Síndrome de polinização
- Síndrome pontina
- Síndrome da papoula alta
- Síndrome pós-abstinência aguda
- Síndrome pós-colecistectomia
- Síndrome pós-finasterida
- Síndrome da doença pós-orgásmica
- Síndrome pós-pólio
- Síndrome de Prader-Willi
- Síndrome de privação de antidepressivos
- Síndrome de Proteus
- Síndrome de pseudo-obstrução intestinal
- Síndrome pulmonar por hantavírus

- Síndrome do quebra-nozes
- Síndrome de De Quervain
- Síndrome do QT longo

- Síndrome de Ramsay Hunt
- Síndrome de Rasmussen
- Síndrome de Rasmussen
- Síndrome de Raynaud
- Síndrome de Rebeca
- Síndrome renal
- Síndrome de Rendu-Osler-Weber
- Síndrome de Renfield
- Síndrome da resignação
- Síndrome respiratória aguda grave
- Síndrome respiratória por coronavírus
- Síndrome respiratória do Médio Oriente
- Síndrome da resposta inflamatória sistêmica
- Síndrome do restaurante chinês
- Síndrome de Rett
- Síndrome de Reye
- Síndrome de Richieri-Costa Pereira
- Síndrome de Richter
- Síndrome de Riley-Day
- Síndrome de Rotor
- Síndrome de Rosenthal
- Síndrome de Rubinstein-Taybi
- Síndrome da rubéola congénita
- Síndrome de ruminação

- Síndrome de Saethre-Chotzen
- Síndrome SAPHO
- Síndrome de savant
- Síndrome de Seckel
- Síndrome de secreção inapropriada de hormônio antidiurético
- Síndrome do segundo sistema
- Síndrome da sela vazia
- Síndrome da sereia
- Síndrome de Sensibilidade Seletiva do Som
- Síndrome da serotonina
- Síndrome de Sézary
- Síndrome de Sheehan
- Síndrome de Churg-Strauss
- Síndrome de Shwachman-Diamond
- Síndrome de Shy-Drager
- Síndrome de Silver-Russell
- Síndrome de Sjögren
- Síndrome de Sjögren-Larsson
- Síndrome de Sly
- Síndrome de Smith-Lemli-Opitz
- Síndrome de sobreposição de PM/Scl
- Síndrome de solipsismo
- Síndrome do sotaque estrangeiro
- Síndrome de Sotos
- Síndrome de Spoan
- Síndrome de Stauffer
- Síndrome de Stendhal
- Síndrome de Stevens-Johnson
- Síndrome sticky-shed
- Síndrome de Sturge-Weber
- Síndrome da Superfêmea
- Síndrome da Supermemória
- Síndrome de Susac
- Síndrome de Sweet

- Síndrome da talidomida
- Síndrome do tanque
- Síndrome de tensão pré-menstrual
- Síndrome de Terson
- Síndrome de Tietze
- Síndrome de Timothy
- Síndrome de Tolosa-Hunt
- Síndrome de Tourette
- Síndrome tóxica do segmento anterior
- Síndrome da transfusão intergemelar
- Síndrome de Treacher Collins
- Síndrome de Trousseau
- Síndrome do túnel cárpico
- Síndrome do túnel tarsal
- Síndrome de Turner

- Síndrome de Uhthoff
- Síndrome do um e meio
- Síndrome da unha amarela
- Síndrome da unha esverdeada
- Síndrome unha-patela
- Síndrome urêmica
- Síndrome uretral
- Síndrome urológica felina
- Síndrome de Usher

- Síndrome VACTERL
- Síndrome de Van Gogh
- Síndrome vasoplégica
- Síndrome da veia cava superior
- Síndrome de Vernet
- Síndrome vertiginosa
- Síndrome da visão de computador
- Síndrome de Vogt-Koyanagi-Harada
- Síndrome de Volkmann
- Síndrome de Von Hippel-Lindau
- Síndrome de von Recklinghausen

- Síndrome de Waardenburg
- Síndrome de Warkany
- Síndrome de Waterhouse-Friderichsen
- Síndrome de Wegener
- Síndrome de Weil̃
- Síndrome de Werner
- Síndrome de Wernicke-Korsakoff
- Síndrome de West
- Síndrome de Williams
- Síndrome de Wiskott-Aldrich
- Síndrome de Wolf-Hirschhorn
- Síndrome de Wolff-Parkinson-White

- Síndrome do X frágil
- Síndrome XXXXX
- Síndrome XXXXY
- Síndrome XXXY
- Síndrome XXXYY
- Síndrome XXYY
- Síndrome XYYYY
- Síndrome XYY

- Síndrome de Zellweger
- Síndrome de Zollinger-Ellison